# Кошаркашка репрезентација Немачке
Кошаркашка репрезентација Немачке представља Немачку на међународним кошаркашким такмичењима.

### Олимпијске игре(7)
| Година | Домет                   | Ут.              | Доб.             | Изг.             | Позиција         |
| ------ | ----------------------- | ---------------- | ---------------- | ---------------- | ---------------- |
| 1936.  | ?                       | 4                | 1                | 3                | 15.              |
| 1948.  | Није учествовала        | Није учествовала | Није учествовала | Није учествовала | Није учествовала |
| 1952.  | Није учествовала        | Није учествовала | Није учествовала | Није учествовала | Није учествовала |
| 1956.  | Није учествовала        | Није учествовала | Није учествовала | Није учествовала | Није учествовала |
| 1960.  | Није учествовала        | Није учествовала | Није учествовала | Није учествовала | Није учествовала |
| 1964.  | Није учествовала        | Није учествовала | Није учествовала | Није учествовала | Није учествовала |
| 1968.  | Није учествовала        | Није учествовала | Није учествовала | Није учествовала | Није учествовала |
| 1972.  | Прва фаза               | 9                | 3                | 6                | 12.              |
| 1976.  | Није учествовала        | Није учествовала | Није учествовала | Није учествовала | Није учествовала |
| 1980.  | Није учествовала        | Није учествовала | Није учествовала | Није учествовала | Није учествовала |
| 1984.  | Четвртфинале            | 8                | 2                | 6                | 8.               |
| 1988.  | Није учествовала        | Није учествовала | Није учествовала | Није учествовала | Није учествовала |
| 1992.  | Четвртфинале            | 8                | 3                | 5                | 7.               |
| 1996.  | Није учествовала        | Није учествовала | Није учествовала | Није учествовала | Није учествовала |
| 2000.  | Није учествовала        | Није учествовала | Није учествовала | Није учествовала | Није учествовала |
| 2004.  | Није учествовала        | Није учествовала | Није учествовала | Није учествовала | Није учествовала |
| 2008.  | Прва фаза               | 5                | 1                | 4                | 10.              |
| 2012.  | Није учествовала        | Није учествовала | Није учествовала | Није учествовала | Није учествовала |
| 2016.  | Није учествовала        | Није учествовала | Није учествовала | Није учествовала | Није учествовала |
| 2020.  | Четвртфинале            | 4                | 1                | 3                | 8.               |
| 2024.  | Утакмица за треће место | 6                | 4                | 2                | 4.               |
| Укупно | —                       | 44               | 15               | 29               | —                |

### Светско првенство(7)
| Година | Домет                | Ут.              | Доб.             | Изг.             | Позиција         |
| ------ | -------------------- | ---------------- | ---------------- | ---------------- | ---------------- |
| 1950.  | Није учествовала     | Није учествовала | Није учествовала | Није учествовала | Није учествовала |
| 1954.  | Није учествовала     | Није учествовала | Није учествовала | Није учествовала | Није учествовала |
| 1959.  | Није учествовала     | Није учествовала | Није учествовала | Није учествовала | Није учествовала |
| 1963.  | Није учествовала     | Није учествовала | Није учествовала | Није учествовала | Није учествовала |
| 1967.  | Није учествовала     | Није учествовала | Није учествовала | Није учествовала | Није учествовала |
| 1970.  | Није учествовала     | Није учествовала | Није учествовала | Није учествовала | Није учествовала |
| 1974.  | Није учествовала     | Није учествовала | Није учествовала | Није учествовала | Није учествовала |
| 1978.  | Није учествовала     | Није учествовала | Није учествовала | Није учествовала | Није учествовала |
| 1982.  | Није учествовала     | Није учествовала | Није учествовала | Није учествовала | Није учествовала |
| 1986.  | Прва фаза            | 5                | 2                | 3                | 13.              |
| 1990.  | Није учествовала     | Није учествовала | Није учествовала | Није учествовала | Није учествовала |
| 1994.  | Прва фаза            | 8                | 5                | 3                | 12.              |
| 1998.  | Није учествовала     | Није учествовала | Није учествовала | Није учествовала | Није учествовала |
| 2002.  | Утакмица за 3. место | 9                | 6                | 3                |                  |
| 2006.  | Четвртфинале         | 9                | 5                | 4                | 8.               |
| 2010.  | Прва фаза            | 5                | 2                | 3                | 17.              |
| 2014.  | Није учествовала     | Није учествовала | Није учествовала | Није учествовала | Није учествовала |
| 2019.  | Прва фаза            | 5                | 3                | 2                | 18.              |
| 2023.  | Финале               | 8                | 8                | 0                |                  |
| Укупно | —                    | 49               | 31               | 18               | —                |

### Европско првенство(25)
| Година | Домет                | Ут.              | Доб.             | Изг.             | Позиција         |
| ------ | -------------------- | ---------------- | ---------------- | ---------------- | ---------------- |
| 1935.  | Није учествовала     | Није учествовала | Није учествовала | Није учествовала | Није учествовала |
| 1937.  | Није учествовала     | Није учествовала | Није учествовала | Није учествовала | Није учествовала |
| 1939.  | Није учествовала     | Није учествовала | Није учествовала | Није учествовала | Није учествовала |
| 1946.  | Није учествовала     | Није учествовала | Није учествовала | Није учествовала | Није учествовала |
| 1947.  | Није учествовала     | Није учествовала | Није учествовала | Није учествовала | Није учествовала |
| 1949.  | Није учествовала     | Није учествовала | Није учествовала | Није учествовала | Није учествовала |
| 1951.  | Прва фаза            | 8                | 2                | 6                | 12.              |
| 1953.  | Прва фаза            | 8                | 3                | 5                | 14.              |
| 1955.  | Прва фаза            | 8                | 3                | 5                | 17.              |
| 1957.  | Прва фаза            | 10               | 3                | 7                | 13.              |
| 1959.  | Није учествовала     | Није учествовала | Није учествовала | Није учествовала | Није учествовала |
| 1961.  | Прва фаза            | 6                | 1                | 5                | 16.              |
| 1963.  | Није учествовала     | Није учествовала | Није учествовала | Није учествовала | Није учествовала |
| 1965.  | Прва фаза            | 9                | 2                | 7                | 14.              |
| 1967.  | Није учествовала     | Није учествовала | Није учествовала | Није учествовала | Није учествовала |
| 1969.  | Није учествовала     | Није учествовала | Није учествовала | Није учествовала | Није учествовала |
| 1971.  | Прва фаза            | 7                | 3                | 4                | 9.               |
| 1973.  | Није учествовала     | Није учествовала | Није учествовала | Није учествовала | Није учествовала |
| 1975.  | Није учествовала     | Није учествовала | Није учествовала | Није учествовала | Није учествовала |
| 1977.  | Није учествовала     | Није учествовала | Није учествовала | Није учествовала | Није учествовала |
| 1979.  | Није учествовала     | Није учествовала | Није учествовала | Није учествовала | Није учествовала |
| 1981.  | Прва фаза            | 8                | 2                | 6                | 10.              |
| 1983.  | Четвртфинале         | 7                | 3                | 4                | 8.               |
| 1985.  | Четвртфинале         | 8                | 5                | 3                | 5.               |
| 1987.  | Четвртфинале         | 8                | 4                | 4                | 6.               |
| 1989.  | Није учествовала     | Није учествовала | Није учествовала | Није учествовала | Није учествовала |
| 1991.  | Није учествовала     | Није учествовала | Није учествовала | Није учествовала | Није учествовала |
| 1993.  | Финале               | 9                | 6                | 3                |                  |
| 1995.  | Прва фаза            | 6                | 1                | 5                | 10.              |
| 1997.  | Друга фаза           | 8                | 1                | 7                | 12.              |
| 1999.  | Четвртфинале         | 9                | 4                | 5                | 7.               |
| 2001.  | Утакмица за 3. место | 7                | 4                | 3                | 4.               |
| 2003.  | Друга фаза           | 4                | 2                | 2                | 9.               |
| 2005.  | Финале               | 7                | 5                | 2                |                  |
| 2007.  | Четвртфинале         | 9                | 5                | 4                | 5.               |
| 2009.  | Друга фаза           | 6                | 1                | 5                | 11.              |
| 2011.  | Друга фаза           | 8                | 4                | 4                | 9.               |
| 2013.  | Прва фаза            | 5                | 2                | 3                | 17.              |
| 2015.  | Прва фаза            | 5                | 1                | 4                | 18.              |
| 2017.  | Четвртфинале         | 7                | 4                | 3                | 7.               |
| 2022.  | Утакмица за 3. место | 9                | 7                | 2                |                  |
| Укупно | —                    | 186              | 78               | 108              | —                |

## Појединачни успеси
- Најкориснији играч Светског првенства:
  - Дирк Новицки (2002)
  - Денис Шредер (2023)
- Идеални тим Светског првенства:
  - Дирк Новицки (2002)
  - Денис Шредер (2023)
  - Франц Вагнер (2023)
- Најкориснији играч Европског првенства:
  - Крис Велп (1993)
  - Дирк Новицки (2005)
- Идеални тим Европског првенства:
  - Дирк Новицки (2001, 2005, 2007)
  - Детлеф Шремпф (1985)
  - Крис Велп (1993)
  - Денис Шредер (2022)

## Тренутни састав
- Списак за Светско првенство 2023. године: